# 埃尔托马塔尔
埃尔托马塔尔（西班牙語：El Tomatal）是墨西哥的一个聚居地，位于瓦哈卡州的圣玛丽亚科洛特佩克。该聚居地海拔为10米。

## 人口
据2010年人口普查显示，埃尔托马塔尔总人口为628。其中326人为男性，302人为女性，另有64人讲土著方言。